# La Glu (film, 1938)
Pour les articles homonymes, voir La glu.
Pour plus de détails, voir Fiche technique et Distribution.
La Glu est un film français réalisé par Jean Choux en 1937 et sorti en 1938.
Ce film est une adaptation de l'œuvre de Jean Richepin (publiée en 1881).

## Fiche technique
- Titre : La Glu
- Réalisation : Jean Choux, assisté d'Émile Roussel
- Scénario : Jean Bommart, Jean Choux, Fernand Crommelynck, d'après l’œuvre homonyme de Jean Richepin
- Photographie : Jean Bachelet, Raymond Clunie, Georges Million
- Montage : Jean Bert et André Gug
- Musique : Jane Bos
- Création des décors : Raymond Tournon
- Société de production : Films J.L.S.
- Pays d'origine :  France
- Format :  Noir et blanc - Son mono
- Genre : Drame
- Durée : 78 minutes
- Date de sortie : France, 27 avril 1938

## Distribution
- Marie Bell : Fernande dite La Glu
- André Lefaur : Le comte de Kernan
- Gilbert Gil : Marie-Pierre
- Marcelle Géniat : Marie des Anges
- Jacques Baumer : Le docteur Cezambre
- Odette Joyeux : Naïk
- Suzy Pierson : Mariette
- Alfred Adam : Raoul
- Georges Bever : Fillioury
- Henri Nassiet : Le juge d'instruction
- Jean Sylvain : Le vicomte Adolphe de Kernan
- Régine Dancourt

## Anecdotes
Le roman de Jean Richepin a connu d'autres adaptations au cinéma : La Glu (1913) réalisé par Albert Capellani, La Glu (1927) par Henri Fescourt.